# Nakajima Ki-43
De Nakajima Ki-43 (Japans: 一式戦闘機「隼」, Ichi-shiki sentōki "Hayabusa", "Jachtvliegtuig Type 1‚ Slechtvalk") was een eenmotorig jachtvliegtuig ontwikkeld en gebruikt door de Luchtmacht van het Japanse Keizerlijke Leger tijdens de Tweede Wereldoorlog. De fabrikant was Nakajima Hikōki (Engels: Nakajima Aircraft Factory).
De officiële codenaam van dit type vliegtuig was Hayabusa met de geallieerde codenaam Oscar. Het toestel werd het door de geallieerden echter vaak Army Zero genoemd wegens de gelijkenis met de Mitsubishi A6M Zero. De Zero vloog echter voor de Japanse Keizerlijke Marineluchtmacht, terwijl de Ki-43 voor en door de Japanse luchtmacht gevlogen werd. Tussen 1942 en 1945 werden er 5919 toestellen geproduceerd.
Het toestel verkreeg de reputatie dat het uiterst wendbaar en daarom een uiterst lastige tegenstander was, maar zowel bepantsering als bewapening bleven in vergelijking met zijn geallieerde tegenhangers onder de maat.

## Varianten
- Ki-43 (Hayabusa) - Operationele prototypes.
  - Ki-43-Ia - Uitgerust met 2 x 7,7 mm (.303 in) Type 97 machinegeweren.
  - Ki-43-Ib - Uitgerust met 1 x 12,7 mm (.50 in) Ho-103 machinegeweer en 1 x 7,7 mm (.303 in) Type 97 machinegeweer.
  - Ki-43-Ic - Uitgerust met 2 x 12,7 mm (.50 in) Ho-103 machinegeweren.
- Ki-43-II (Oscar) - Operationele prototypes.
  - Ki-43-IIa - Uitgerust met maximaal 500 kg (1100 lb) aan bommen.
  - Ki-43-IIb - Uitgerust met radio apparatuur.
  - Ki-43-II-KAI - Uitgerust met ejectoruitlaten.
- Ki-43-III - Uitgerust met Nakajima Ha-115-II 920 kW motor (1230 pk) en 2 x 170 liter tanks.
  - Ki-43-IIIa - Een serie model.
  - Ki-43-IIIb - Uitgerust met 20mm kanonnen.
- Ki-62 Project - Nieuwe Ki-43 variant met extra krachtige motor en 30 mm (1.18 in) of 40 mm (1.57 in) kanonnen.

## Museumexemplaren
Hedendaags is er nog maar één luchtwaardige Oscar (Ki-43-II) op de wereld. Deze staat in het Tillamook Air Museum. Verder zijn er nog enkele toestellen die potentieel luchtwaardig zijn:
- Ki-43 - is eigendom van The Fighter Collection uit Duxford.
- Ki-43 - staat in het Pima Air and Space Museum.
- Ki-43-Ib (Serienummer: N750N) - eigendom van Paul Allen die de Flying Heritage Collection beheerd in Arlington. Is gerestaureerd en luchtwaardig.
- Ki-43-IIb - staat in het Museum of Flight in Seattle.
- Ki-43-IIb - staat in het Pima Air Museum and Space Museum in Hangar 4.
- Ki-43-IIIb - vier toestellen klaar voor restauratie staan in de Texas Airplane Factory.
- Ki-43-IIIb - staat in het Tillamook Air Museum in Oregon.

### Fotogalerij

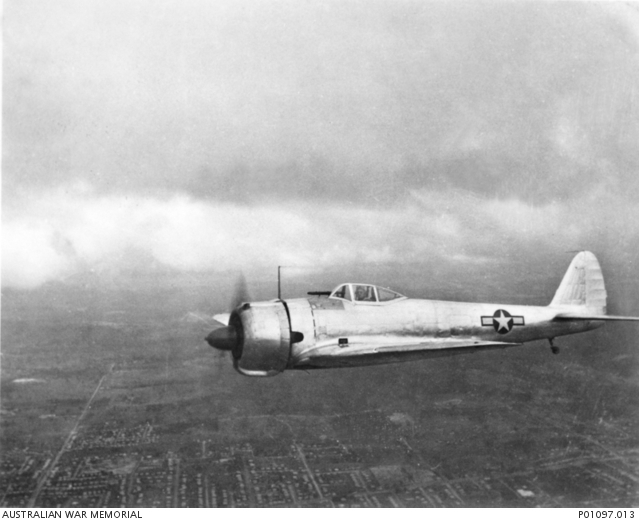
Een Ki-43 in geallieerde handen (1943)
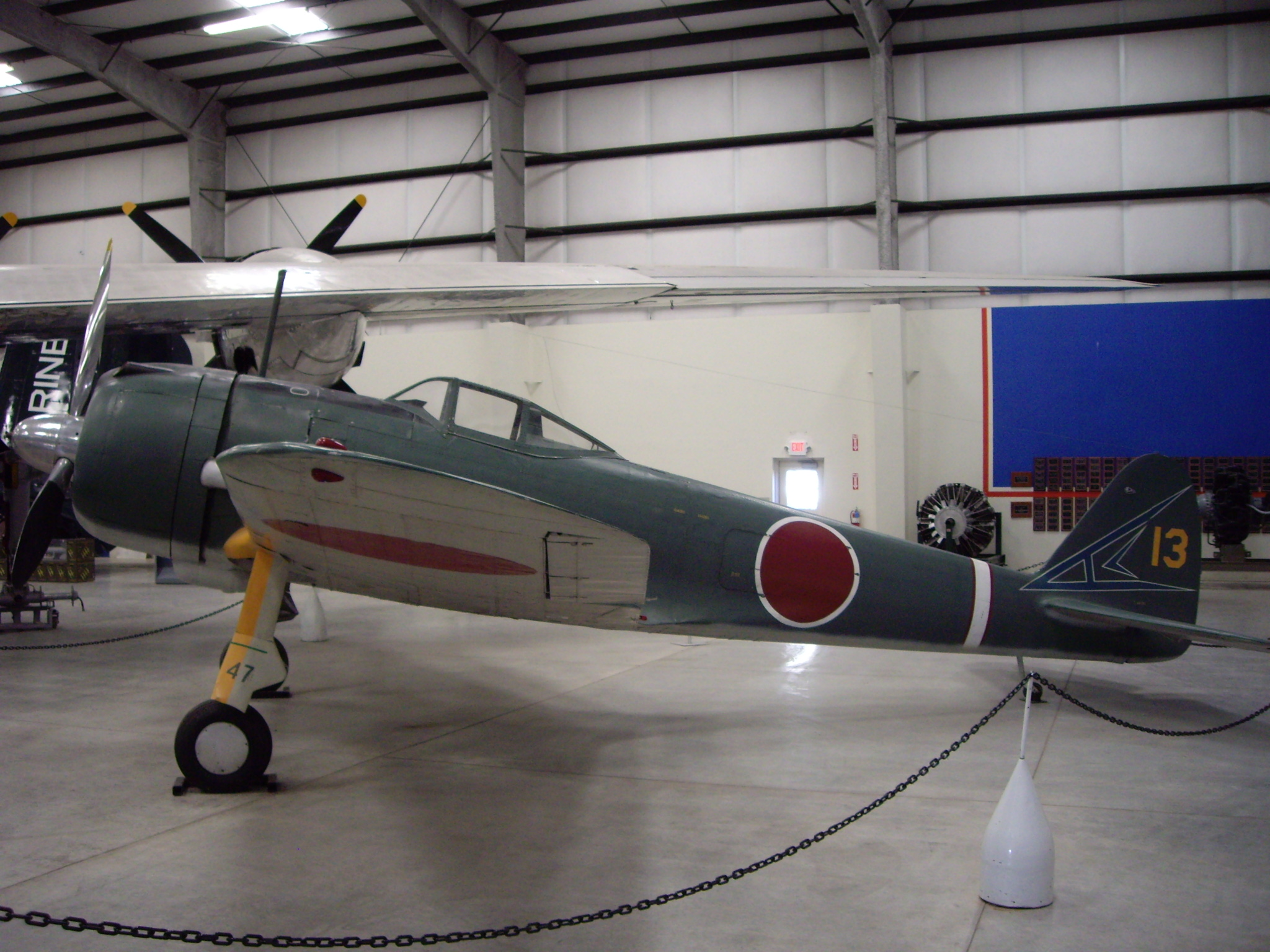
Ki-43-IIb in het Pima Air Museum